# Rineloricaria aurata
Rineloricaria aurata es una especie de peces de la familia Loricariidae en el orden de los Siluriformes.

## Hábitat
Es un pez de agua dulce y de clima tropical.

## Distribución geográfica
Se encuentran en Sudamérica: Paraguay.